# Takeda Shingen (jeu vidéo)
Pour les articles homonymes, voir Takeda Shingen.
Takeda Shingen (武田信玄) est un jeu vidéo de combat sorti en 1988 sur borne d'arcade (Mega System 1). Le jeu est développé et édité par Jaleco.